# Чистый мат
|   | a | b | c | d | e | f | g | h |   |
| - | --- | --- | --- | --- | --- | --- | --- | --- | - |
| 8 | b8 чёрная ладья · f8 чёрный король · g8 чёрная ладья · a7 чёрная пешка · b7 чёрный слон · c7 чёрная пешка · d7 белый слон · e7 белый слон · f7 чёрная пешка · h7 чёрная пешка · b6 чёрный слон · f6 белая пешка · c3 белая пешка · f3 чёрный ферзь · a2 белая пешка · f2 белая пешка · g2 белая пешка · h2 белая пешка · d1 белая ладья · g1 белый король | b8 чёрная ладья · f8 чёрный король · g8 чёрная ладья · a7 чёрная пешка · b7 чёрный слон · c7 чёрная пешка · d7 белый слон · e7 белый слон · f7 чёрная пешка · h7 чёрная пешка · b6 чёрный слон · f6 белая пешка · c3 белая пешка · f3 чёрный ферзь · a2 белая пешка · f2 белая пешка · g2 белая пешка · h2 белая пешка · d1 белая ладья · g1 белый король | b8 чёрная ладья · f8 чёрный король · g8 чёрная ладья · a7 чёрная пешка · b7 чёрный слон · c7 чёрная пешка · d7 белый слон · e7 белый слон · f7 чёрная пешка · h7 чёрная пешка · b6 чёрный слон · f6 белая пешка · c3 белая пешка · f3 чёрный ферзь · a2 белая пешка · f2 белая пешка · g2 белая пешка · h2 белая пешка · d1 белая ладья · g1 белый король | b8 чёрная ладья · f8 чёрный король · g8 чёрная ладья · a7 чёрная пешка · b7 чёрный слон · c7 чёрная пешка · d7 белый слон · e7 белый слон · f7 чёрная пешка · h7 чёрная пешка · b6 чёрный слон · f6 белая пешка · c3 белая пешка · f3 чёрный ферзь · a2 белая пешка · f2 белая пешка · g2 белая пешка · h2 белая пешка · d1 белая ладья · g1 белый король | b8 чёрная ладья · f8 чёрный король · g8 чёрная ладья · a7 чёрная пешка · b7 чёрный слон · c7 чёрная пешка · d7 белый слон · e7 белый слон · f7 чёрная пешка · h7 чёрная пешка · b6 чёрный слон · f6 белая пешка · c3 белая пешка · f3 чёрный ферзь · a2 белая пешка · f2 белая пешка · g2 белая пешка · h2 белая пешка · d1 белая ладья · g1 белый король | b8 чёрная ладья · f8 чёрный король · g8 чёрная ладья · a7 чёрная пешка · b7 чёрный слон · c7 чёрная пешка · d7 белый слон · e7 белый слон · f7 чёрная пешка · h7 чёрная пешка · b6 чёрный слон · f6 белая пешка · c3 белая пешка · f3 чёрный ферзь · a2 белая пешка · f2 белая пешка · g2 белая пешка · h2 белая пешка · d1 белая ладья · g1 белый король | b8 чёрная ладья · f8 чёрный король · g8 чёрная ладья · a7 чёрная пешка · b7 чёрный слон · c7 чёрная пешка · d7 белый слон · e7 белый слон · f7 чёрная пешка · h7 чёрная пешка · b6 чёрный слон · f6 белая пешка · c3 белая пешка · f3 чёрный ферзь · a2 белая пешка · f2 белая пешка · g2 белая пешка · h2 белая пешка · d1 белая ладья · g1 белый король | b8 чёрная ладья · f8 чёрный король · g8 чёрная ладья · a7 чёрная пешка · b7 чёрный слон · c7 чёрная пешка · d7 белый слон · e7 белый слон · f7 чёрная пешка · h7 чёрная пешка · b6 чёрный слон · f6 белая пешка · c3 белая пешка · f3 чёрный ферзь · a2 белая пешка · f2 белая пешка · g2 белая пешка · h2 белая пешка · d1 белая ладья · g1 белый король | 8 |
| 7 | b8 чёрная ладья · f8 чёрный король · g8 чёрная ладья · a7 чёрная пешка · b7 чёрный слон · c7 чёрная пешка · d7 белый слон · e7 белый слон · f7 чёрная пешка · h7 чёрная пешка · b6 чёрный слон · f6 белая пешка · c3 белая пешка · f3 чёрный ферзь · a2 белая пешка · f2 белая пешка · g2 белая пешка · h2 белая пешка · d1 белая ладья · g1 белый король | b8 чёрная ладья · f8 чёрный король · g8 чёрная ладья · a7 чёрная пешка · b7 чёрный слон · c7 чёрная пешка · d7 белый слон · e7 белый слон · f7 чёрная пешка · h7 чёрная пешка · b6 чёрный слон · f6 белая пешка · c3 белая пешка · f3 чёрный ферзь · a2 белая пешка · f2 белая пешка · g2 белая пешка · h2 белая пешка · d1 белая ладья · g1 белый король | b8 чёрная ладья · f8 чёрный король · g8 чёрная ладья · a7 чёрная пешка · b7 чёрный слон · c7 чёрная пешка · d7 белый слон · e7 белый слон · f7 чёрная пешка · h7 чёрная пешка · b6 чёрный слон · f6 белая пешка · c3 белая пешка · f3 чёрный ферзь · a2 белая пешка · f2 белая пешка · g2 белая пешка · h2 белая пешка · d1 белая ладья · g1 белый король | b8 чёрная ладья · f8 чёрный король · g8 чёрная ладья · a7 чёрная пешка · b7 чёрный слон · c7 чёрная пешка · d7 белый слон · e7 белый слон · f7 чёрная пешка · h7 чёрная пешка · b6 чёрный слон · f6 белая пешка · c3 белая пешка · f3 чёрный ферзь · a2 белая пешка · f2 белая пешка · g2 белая пешка · h2 белая пешка · d1 белая ладья · g1 белый король | b8 чёрная ладья · f8 чёрный король · g8 чёрная ладья · a7 чёрная пешка · b7 чёрный слон · c7 чёрная пешка · d7 белый слон · e7 белый слон · f7 чёрная пешка · h7 чёрная пешка · b6 чёрный слон · f6 белая пешка · c3 белая пешка · f3 чёрный ферзь · a2 белая пешка · f2 белая пешка · g2 белая пешка · h2 белая пешка · d1 белая ладья · g1 белый король | b8 чёрная ладья · f8 чёрный король · g8 чёрная ладья · a7 чёрная пешка · b7 чёрный слон · c7 чёрная пешка · d7 белый слон · e7 белый слон · f7 чёрная пешка · h7 чёрная пешка · b6 чёрный слон · f6 белая пешка · c3 белая пешка · f3 чёрный ферзь · a2 белая пешка · f2 белая пешка · g2 белая пешка · h2 белая пешка · d1 белая ладья · g1 белый король | b8 чёрная ладья · f8 чёрный король · g8 чёрная ладья · a7 чёрная пешка · b7 чёрный слон · c7 чёрная пешка · d7 белый слон · e7 белый слон · f7 чёрная пешка · h7 чёрная пешка · b6 чёрный слон · f6 белая пешка · c3 белая пешка · f3 чёрный ферзь · a2 белая пешка · f2 белая пешка · g2 белая пешка · h2 белая пешка · d1 белая ладья · g1 белый король | b8 чёрная ладья · f8 чёрный король · g8 чёрная ладья · a7 чёрная пешка · b7 чёрный слон · c7 чёрная пешка · d7 белый слон · e7 белый слон · f7 чёрная пешка · h7 чёрная пешка · b6 чёрный слон · f6 белая пешка · c3 белая пешка · f3 чёрный ферзь · a2 белая пешка · f2 белая пешка · g2 белая пешка · h2 белая пешка · d1 белая ладья · g1 белый король | 7 |
| 6 | b8 чёрная ладья · f8 чёрный король · g8 чёрная ладья · a7 чёрная пешка · b7 чёрный слон · c7 чёрная пешка · d7 белый слон · e7 белый слон · f7 чёрная пешка · h7 чёрная пешка · b6 чёрный слон · f6 белая пешка · c3 белая пешка · f3 чёрный ферзь · a2 белая пешка · f2 белая пешка · g2 белая пешка · h2 белая пешка · d1 белая ладья · g1 белый король | b8 чёрная ладья · f8 чёрный король · g8 чёрная ладья · a7 чёрная пешка · b7 чёрный слон · c7 чёрная пешка · d7 белый слон · e7 белый слон · f7 чёрная пешка · h7 чёрная пешка · b6 чёрный слон · f6 белая пешка · c3 белая пешка · f3 чёрный ферзь · a2 белая пешка · f2 белая пешка · g2 белая пешка · h2 белая пешка · d1 белая ладья · g1 белый король | b8 чёрная ладья · f8 чёрный король · g8 чёрная ладья · a7 чёрная пешка · b7 чёрный слон · c7 чёрная пешка · d7 белый слон · e7 белый слон · f7 чёрная пешка · h7 чёрная пешка · b6 чёрный слон · f6 белая пешка · c3 белая пешка · f3 чёрный ферзь · a2 белая пешка · f2 белая пешка · g2 белая пешка · h2 белая пешка · d1 белая ладья · g1 белый король | b8 чёрная ладья · f8 чёрный король · g8 чёрная ладья · a7 чёрная пешка · b7 чёрный слон · c7 чёрная пешка · d7 белый слон · e7 белый слон · f7 чёрная пешка · h7 чёрная пешка · b6 чёрный слон · f6 белая пешка · c3 белая пешка · f3 чёрный ферзь · a2 белая пешка · f2 белая пешка · g2 белая пешка · h2 белая пешка · d1 белая ладья · g1 белый король | b8 чёрная ладья · f8 чёрный король · g8 чёрная ладья · a7 чёрная пешка · b7 чёрный слон · c7 чёрная пешка · d7 белый слон · e7 белый слон · f7 чёрная пешка · h7 чёрная пешка · b6 чёрный слон · f6 белая пешка · c3 белая пешка · f3 чёрный ферзь · a2 белая пешка · f2 белая пешка · g2 белая пешка · h2 белая пешка · d1 белая ладья · g1 белый король | b8 чёрная ладья · f8 чёрный король · g8 чёрная ладья · a7 чёрная пешка · b7 чёрный слон · c7 чёрная пешка · d7 белый слон · e7 белый слон · f7 чёрная пешка · h7 чёрная пешка · b6 чёрный слон · f6 белая пешка · c3 белая пешка · f3 чёрный ферзь · a2 белая пешка · f2 белая пешка · g2 белая пешка · h2 белая пешка · d1 белая ладья · g1 белый король | b8 чёрная ладья · f8 чёрный король · g8 чёрная ладья · a7 чёрная пешка · b7 чёрный слон · c7 чёрная пешка · d7 белый слон · e7 белый слон · f7 чёрная пешка · h7 чёрная пешка · b6 чёрный слон · f6 белая пешка · c3 белая пешка · f3 чёрный ферзь · a2 белая пешка · f2 белая пешка · g2 белая пешка · h2 белая пешка · d1 белая ладья · g1 белый король | b8 чёрная ладья · f8 чёрный король · g8 чёрная ладья · a7 чёрная пешка · b7 чёрный слон · c7 чёрная пешка · d7 белый слон · e7 белый слон · f7 чёрная пешка · h7 чёрная пешка · b6 чёрный слон · f6 белая пешка · c3 белая пешка · f3 чёрный ферзь · a2 белая пешка · f2 белая пешка · g2 белая пешка · h2 белая пешка · d1 белая ладья · g1 белый король | 6 |
| 5 | b8 чёрная ладья · f8 чёрный король · g8 чёрная ладья · a7 чёрная пешка · b7 чёрный слон · c7 чёрная пешка · d7 белый слон · e7 белый слон · f7 чёрная пешка · h7 чёрная пешка · b6 чёрный слон · f6 белая пешка · c3 белая пешка · f3 чёрный ферзь · a2 белая пешка · f2 белая пешка · g2 белая пешка · h2 белая пешка · d1 белая ладья · g1 белый король | b8 чёрная ладья · f8 чёрный король · g8 чёрная ладья · a7 чёрная пешка · b7 чёрный слон · c7 чёрная пешка · d7 белый слон · e7 белый слон · f7 чёрная пешка · h7 чёрная пешка · b6 чёрный слон · f6 белая пешка · c3 белая пешка · f3 чёрный ферзь · a2 белая пешка · f2 белая пешка · g2 белая пешка · h2 белая пешка · d1 белая ладья · g1 белый король | b8 чёрная ладья · f8 чёрный король · g8 чёрная ладья · a7 чёрная пешка · b7 чёрный слон · c7 чёрная пешка · d7 белый слон · e7 белый слон · f7 чёрная пешка · h7 чёрная пешка · b6 чёрный слон · f6 белая пешка · c3 белая пешка · f3 чёрный ферзь · a2 белая пешка · f2 белая пешка · g2 белая пешка · h2 белая пешка · d1 белая ладья · g1 белый король | b8 чёрная ладья · f8 чёрный король · g8 чёрная ладья · a7 чёрная пешка · b7 чёрный слон · c7 чёрная пешка · d7 белый слон · e7 белый слон · f7 чёрная пешка · h7 чёрная пешка · b6 чёрный слон · f6 белая пешка · c3 белая пешка · f3 чёрный ферзь · a2 белая пешка · f2 белая пешка · g2 белая пешка · h2 белая пешка · d1 белая ладья · g1 белый король | b8 чёрная ладья · f8 чёрный король · g8 чёрная ладья · a7 чёрная пешка · b7 чёрный слон · c7 чёрная пешка · d7 белый слон · e7 белый слон · f7 чёрная пешка · h7 чёрная пешка · b6 чёрный слон · f6 белая пешка · c3 белая пешка · f3 чёрный ферзь · a2 белая пешка · f2 белая пешка · g2 белая пешка · h2 белая пешка · d1 белая ладья · g1 белый король | b8 чёрная ладья · f8 чёрный король · g8 чёрная ладья · a7 чёрная пешка · b7 чёрный слон · c7 чёрная пешка · d7 белый слон · e7 белый слон · f7 чёрная пешка · h7 чёрная пешка · b6 чёрный слон · f6 белая пешка · c3 белая пешка · f3 чёрный ферзь · a2 белая пешка · f2 белая пешка · g2 белая пешка · h2 белая пешка · d1 белая ладья · g1 белый король | b8 чёрная ладья · f8 чёрный король · g8 чёрная ладья · a7 чёрная пешка · b7 чёрный слон · c7 чёрная пешка · d7 белый слон · e7 белый слон · f7 чёрная пешка · h7 чёрная пешка · b6 чёрный слон · f6 белая пешка · c3 белая пешка · f3 чёрный ферзь · a2 белая пешка · f2 белая пешка · g2 белая пешка · h2 белая пешка · d1 белая ладья · g1 белый король | b8 чёрная ладья · f8 чёрный король · g8 чёрная ладья · a7 чёрная пешка · b7 чёрный слон · c7 чёрная пешка · d7 белый слон · e7 белый слон · f7 чёрная пешка · h7 чёрная пешка · b6 чёрный слон · f6 белая пешка · c3 белая пешка · f3 чёрный ферзь · a2 белая пешка · f2 белая пешка · g2 белая пешка · h2 белая пешка · d1 белая ладья · g1 белый король | 5 |
| 4 | b8 чёрная ладья · f8 чёрный король · g8 чёрная ладья · a7 чёрная пешка · b7 чёрный слон · c7 чёрная пешка · d7 белый слон · e7 белый слон · f7 чёрная пешка · h7 чёрная пешка · b6 чёрный слон · f6 белая пешка · c3 белая пешка · f3 чёрный ферзь · a2 белая пешка · f2 белая пешка · g2 белая пешка · h2 белая пешка · d1 белая ладья · g1 белый король | b8 чёрная ладья · f8 чёрный король · g8 чёрная ладья · a7 чёрная пешка · b7 чёрный слон · c7 чёрная пешка · d7 белый слон · e7 белый слон · f7 чёрная пешка · h7 чёрная пешка · b6 чёрный слон · f6 белая пешка · c3 белая пешка · f3 чёрный ферзь · a2 белая пешка · f2 белая пешка · g2 белая пешка · h2 белая пешка · d1 белая ладья · g1 белый король | b8 чёрная ладья · f8 чёрный король · g8 чёрная ладья · a7 чёрная пешка · b7 чёрный слон · c7 чёрная пешка · d7 белый слон · e7 белый слон · f7 чёрная пешка · h7 чёрная пешка · b6 чёрный слон · f6 белая пешка · c3 белая пешка · f3 чёрный ферзь · a2 белая пешка · f2 белая пешка · g2 белая пешка · h2 белая пешка · d1 белая ладья · g1 белый король | b8 чёрная ладья · f8 чёрный король · g8 чёрная ладья · a7 чёрная пешка · b7 чёрный слон · c7 чёрная пешка · d7 белый слон · e7 белый слон · f7 чёрная пешка · h7 чёрная пешка · b6 чёрный слон · f6 белая пешка · c3 белая пешка · f3 чёрный ферзь · a2 белая пешка · f2 белая пешка · g2 белая пешка · h2 белая пешка · d1 белая ладья · g1 белый король | b8 чёрная ладья · f8 чёрный король · g8 чёрная ладья · a7 чёрная пешка · b7 чёрный слон · c7 чёрная пешка · d7 белый слон · e7 белый слон · f7 чёрная пешка · h7 чёрная пешка · b6 чёрный слон · f6 белая пешка · c3 белая пешка · f3 чёрный ферзь · a2 белая пешка · f2 белая пешка · g2 белая пешка · h2 белая пешка · d1 белая ладья · g1 белый король | b8 чёрная ладья · f8 чёрный король · g8 чёрная ладья · a7 чёрная пешка · b7 чёрный слон · c7 чёрная пешка · d7 белый слон · e7 белый слон · f7 чёрная пешка · h7 чёрная пешка · b6 чёрный слон · f6 белая пешка · c3 белая пешка · f3 чёрный ферзь · a2 белая пешка · f2 белая пешка · g2 белая пешка · h2 белая пешка · d1 белая ладья · g1 белый король | b8 чёрная ладья · f8 чёрный король · g8 чёрная ладья · a7 чёрная пешка · b7 чёрный слон · c7 чёрная пешка · d7 белый слон · e7 белый слон · f7 чёрная пешка · h7 чёрная пешка · b6 чёрный слон · f6 белая пешка · c3 белая пешка · f3 чёрный ферзь · a2 белая пешка · f2 белая пешка · g2 белая пешка · h2 белая пешка · d1 белая ладья · g1 белый король | b8 чёрная ладья · f8 чёрный король · g8 чёрная ладья · a7 чёрная пешка · b7 чёрный слон · c7 чёрная пешка · d7 белый слон · e7 белый слон · f7 чёрная пешка · h7 чёрная пешка · b6 чёрный слон · f6 белая пешка · c3 белая пешка · f3 чёрный ферзь · a2 белая пешка · f2 белая пешка · g2 белая пешка · h2 белая пешка · d1 белая ладья · g1 белый король | 4 |
| 3 | b8 чёрная ладья · f8 чёрный король · g8 чёрная ладья · a7 чёрная пешка · b7 чёрный слон · c7 чёрная пешка · d7 белый слон · e7 белый слон · f7 чёрная пешка · h7 чёрная пешка · b6 чёрный слон · f6 белая пешка · c3 белая пешка · f3 чёрный ферзь · a2 белая пешка · f2 белая пешка · g2 белая пешка · h2 белая пешка · d1 белая ладья · g1 белый король | b8 чёрная ладья · f8 чёрный король · g8 чёрная ладья · a7 чёрная пешка · b7 чёрный слон · c7 чёрная пешка · d7 белый слон · e7 белый слон · f7 чёрная пешка · h7 чёрная пешка · b6 чёрный слон · f6 белая пешка · c3 белая пешка · f3 чёрный ферзь · a2 белая пешка · f2 белая пешка · g2 белая пешка · h2 белая пешка · d1 белая ладья · g1 белый король | b8 чёрная ладья · f8 чёрный король · g8 чёрная ладья · a7 чёрная пешка · b7 чёрный слон · c7 чёрная пешка · d7 белый слон · e7 белый слон · f7 чёрная пешка · h7 чёрная пешка · b6 чёрный слон · f6 белая пешка · c3 белая пешка · f3 чёрный ферзь · a2 белая пешка · f2 белая пешка · g2 белая пешка · h2 белая пешка · d1 белая ладья · g1 белый король | b8 чёрная ладья · f8 чёрный король · g8 чёрная ладья · a7 чёрная пешка · b7 чёрный слон · c7 чёрная пешка · d7 белый слон · e7 белый слон · f7 чёрная пешка · h7 чёрная пешка · b6 чёрный слон · f6 белая пешка · c3 белая пешка · f3 чёрный ферзь · a2 белая пешка · f2 белая пешка · g2 белая пешка · h2 белая пешка · d1 белая ладья · g1 белый король | b8 чёрная ладья · f8 чёрный король · g8 чёрная ладья · a7 чёрная пешка · b7 чёрный слон · c7 чёрная пешка · d7 белый слон · e7 белый слон · f7 чёрная пешка · h7 чёрная пешка · b6 чёрный слон · f6 белая пешка · c3 белая пешка · f3 чёрный ферзь · a2 белая пешка · f2 белая пешка · g2 белая пешка · h2 белая пешка · d1 белая ладья · g1 белый король | b8 чёрная ладья · f8 чёрный король · g8 чёрная ладья · a7 чёрная пешка · b7 чёрный слон · c7 чёрная пешка · d7 белый слон · e7 белый слон · f7 чёрная пешка · h7 чёрная пешка · b6 чёрный слон · f6 белая пешка · c3 белая пешка · f3 чёрный ферзь · a2 белая пешка · f2 белая пешка · g2 белая пешка · h2 белая пешка · d1 белая ладья · g1 белый король | b8 чёрная ладья · f8 чёрный король · g8 чёрная ладья · a7 чёрная пешка · b7 чёрный слон · c7 чёрная пешка · d7 белый слон · e7 белый слон · f7 чёрная пешка · h7 чёрная пешка · b6 чёрный слон · f6 белая пешка · c3 белая пешка · f3 чёрный ферзь · a2 белая пешка · f2 белая пешка · g2 белая пешка · h2 белая пешка · d1 белая ладья · g1 белый король | b8 чёрная ладья · f8 чёрный король · g8 чёрная ладья · a7 чёрная пешка · b7 чёрный слон · c7 чёрная пешка · d7 белый слон · e7 белый слон · f7 чёрная пешка · h7 чёрная пешка · b6 чёрный слон · f6 белая пешка · c3 белая пешка · f3 чёрный ферзь · a2 белая пешка · f2 белая пешка · g2 белая пешка · h2 белая пешка · d1 белая ладья · g1 белый король | 3 |
| 2 | b8 чёрная ладья · f8 чёрный король · g8 чёрная ладья · a7 чёрная пешка · b7 чёрный слон · c7 чёрная пешка · d7 белый слон · e7 белый слон · f7 чёрная пешка · h7 чёрная пешка · b6 чёрный слон · f6 белая пешка · c3 белая пешка · f3 чёрный ферзь · a2 белая пешка · f2 белая пешка · g2 белая пешка · h2 белая пешка · d1 белая ладья · g1 белый король | b8 чёрная ладья · f8 чёрный король · g8 чёрная ладья · a7 чёрная пешка · b7 чёрный слон · c7 чёрная пешка · d7 белый слон · e7 белый слон · f7 чёрная пешка · h7 чёрная пешка · b6 чёрный слон · f6 белая пешка · c3 белая пешка · f3 чёрный ферзь · a2 белая пешка · f2 белая пешка · g2 белая пешка · h2 белая пешка · d1 белая ладья · g1 белый король | b8 чёрная ладья · f8 чёрный король · g8 чёрная ладья · a7 чёрная пешка · b7 чёрный слон · c7 чёрная пешка · d7 белый слон · e7 белый слон · f7 чёрная пешка · h7 чёрная пешка · b6 чёрный слон · f6 белая пешка · c3 белая пешка · f3 чёрный ферзь · a2 белая пешка · f2 белая пешка · g2 белая пешка · h2 белая пешка · d1 белая ладья · g1 белый король | b8 чёрная ладья · f8 чёрный король · g8 чёрная ладья · a7 чёрная пешка · b7 чёрный слон · c7 чёрная пешка · d7 белый слон · e7 белый слон · f7 чёрная пешка · h7 чёрная пешка · b6 чёрный слон · f6 белая пешка · c3 белая пешка · f3 чёрный ферзь · a2 белая пешка · f2 белая пешка · g2 белая пешка · h2 белая пешка · d1 белая ладья · g1 белый король | b8 чёрная ладья · f8 чёрный король · g8 чёрная ладья · a7 чёрная пешка · b7 чёрный слон · c7 чёрная пешка · d7 белый слон · e7 белый слон · f7 чёрная пешка · h7 чёрная пешка · b6 чёрный слон · f6 белая пешка · c3 белая пешка · f3 чёрный ферзь · a2 белая пешка · f2 белая пешка · g2 белая пешка · h2 белая пешка · d1 белая ладья · g1 белый король | b8 чёрная ладья · f8 чёрный король · g8 чёрная ладья · a7 чёрная пешка · b7 чёрный слон · c7 чёрная пешка · d7 белый слон · e7 белый слон · f7 чёрная пешка · h7 чёрная пешка · b6 чёрный слон · f6 белая пешка · c3 белая пешка · f3 чёрный ферзь · a2 белая пешка · f2 белая пешка · g2 белая пешка · h2 белая пешка · d1 белая ладья · g1 белый король | b8 чёрная ладья · f8 чёрный король · g8 чёрная ладья · a7 чёрная пешка · b7 чёрный слон · c7 чёрная пешка · d7 белый слон · e7 белый слон · f7 чёрная пешка · h7 чёрная пешка · b6 чёрный слон · f6 белая пешка · c3 белая пешка · f3 чёрный ферзь · a2 белая пешка · f2 белая пешка · g2 белая пешка · h2 белая пешка · d1 белая ладья · g1 белый король | b8 чёрная ладья · f8 чёрный король · g8 чёрная ладья · a7 чёрная пешка · b7 чёрный слон · c7 чёрная пешка · d7 белый слон · e7 белый слон · f7 чёрная пешка · h7 чёрная пешка · b6 чёрный слон · f6 белая пешка · c3 белая пешка · f3 чёрный ферзь · a2 белая пешка · f2 белая пешка · g2 белая пешка · h2 белая пешка · d1 белая ладья · g1 белый король | 2 |
| 1 | b8 чёрная ладья · f8 чёрный король · g8 чёрная ладья · a7 чёрная пешка · b7 чёрный слон · c7 чёрная пешка · d7 белый слон · e7 белый слон · f7 чёрная пешка · h7 чёрная пешка · b6 чёрный слон · f6 белая пешка · c3 белая пешка · f3 чёрный ферзь · a2 белая пешка · f2 белая пешка · g2 белая пешка · h2 белая пешка · d1 белая ладья · g1 белый король | b8 чёрная ладья · f8 чёрный король · g8 чёрная ладья · a7 чёрная пешка · b7 чёрный слон · c7 чёрная пешка · d7 белый слон · e7 белый слон · f7 чёрная пешка · h7 чёрная пешка · b6 чёрный слон · f6 белая пешка · c3 белая пешка · f3 чёрный ферзь · a2 белая пешка · f2 белая пешка · g2 белая пешка · h2 белая пешка · d1 белая ладья · g1 белый король | b8 чёрная ладья · f8 чёрный король · g8 чёрная ладья · a7 чёрная пешка · b7 чёрный слон · c7 чёрная пешка · d7 белый слон · e7 белый слон · f7 чёрная пешка · h7 чёрная пешка · b6 чёрный слон · f6 белая пешка · c3 белая пешка · f3 чёрный ферзь · a2 белая пешка · f2 белая пешка · g2 белая пешка · h2 белая пешка · d1 белая ладья · g1 белый король | b8 чёрная ладья · f8 чёрный король · g8 чёрная ладья · a7 чёрная пешка · b7 чёрный слон · c7 чёрная пешка · d7 белый слон · e7 белый слон · f7 чёрная пешка · h7 чёрная пешка · b6 чёрный слон · f6 белая пешка · c3 белая пешка · f3 чёрный ферзь · a2 белая пешка · f2 белая пешка · g2 белая пешка · h2 белая пешка · d1 белая ладья · g1 белый король | b8 чёрная ладья · f8 чёрный король · g8 чёрная ладья · a7 чёрная пешка · b7 чёрный слон · c7 чёрная пешка · d7 белый слон · e7 белый слон · f7 чёрная пешка · h7 чёрная пешка · b6 чёрный слон · f6 белая пешка · c3 белая пешка · f3 чёрный ферзь · a2 белая пешка · f2 белая пешка · g2 белая пешка · h2 белая пешка · d1 белая ладья · g1 белый король | b8 чёрная ладья · f8 чёрный король · g8 чёрная ладья · a7 чёрная пешка · b7 чёрный слон · c7 чёрная пешка · d7 белый слон · e7 белый слон · f7 чёрная пешка · h7 чёрная пешка · b6 чёрный слон · f6 белая пешка · c3 белая пешка · f3 чёрный ферзь · a2 белая пешка · f2 белая пешка · g2 белая пешка · h2 белая пешка · d1 белая ладья · g1 белый король | b8 чёрная ладья · f8 чёрный король · g8 чёрная ладья · a7 чёрная пешка · b7 чёрный слон · c7 чёрная пешка · d7 белый слон · e7 белый слон · f7 чёрная пешка · h7 чёрная пешка · b6 чёрный слон · f6 белая пешка · c3 белая пешка · f3 чёрный ферзь · a2 белая пешка · f2 белая пешка · g2 белая пешка · h2 белая пешка · d1 белая ладья · g1 белый король | b8 чёрная ладья · f8 чёрный король · g8 чёрная ладья · a7 чёрная пешка · b7 чёрный слон · c7 чёрная пешка · d7 белый слон · e7 белый слон · f7 чёрная пешка · h7 чёрная пешка · b6 чёрный слон · f6 белая пешка · c3 белая пешка · f3 чёрный ферзь · a2 белая пешка · f2 белая пешка · g2 белая пешка · h2 белая пешка · d1 белая ладья · g1 белый король | 1 |
|   | a | b | c | d | e | f | g | h |   |

Чи́стый мат (англ. pure mate) — разновидность шахматного мата, при котором все поля вокруг короля либо атакованы противоположной стороной ровно один раз, либо заняты фигурами (или пешками) того же цвета, что и атакованный король. Чистый пат — пат, обладающий теми же свойствами.
Чистота мата (пата) не нарушается, если фигура (или пешка), занимающая поле рядом со своим королём, находится в связке, и эта связка существенна для создания мата (пата).
Подобный мат имел место в знаменитой «неувядаемой партии» Андерсена и Дюфреня, состоявшейся в 1852 году.
Если в чистом мате задействованы сразу все фигуры атакующей стороны, за возможным исключением только для короля и пешек (то есть мат является также и экономичным), то он называется правильным.